# The Pretty Reckless
The Pretty Reckless is een Amerikaanse rockband uit New York, gevormd in 2009. De groep bestaat uit Taylor Momsen (leadzangeres), Ben Philips (leadgitaar), Mark Damon (bass) en Jamie Perkins (drum).
De band kwam uit met hun debuutstudioalbum, Light Me Up, in augustus van 2010. Het album bevatte drie redelijk succesvolle singles, waarvan de meest noemenswaardige "Make Me Wanna Die". De band bracht de EP Hit Me Like a Man uit in het begin van 2012. In maart 2014 bracht de band het tweede studioalbum uit, Going to Hell, wat de singles "Heaven Knows" en "Messed Up World" bevatte. Deze singles noteerden hoog in de rockhitlijsten in de VS en het VK. Het derde studioalbum, Who You Selling For, kwam uit op 21 oktober 2016 en bevatte de single "Take Me Down", wat de band de vierde plaats op de rockhitlijst van de VS bracht. Death by Rock and Roll is het vierde studioalbum van de band en werd uitgebracht op 12 februari 2021.